# Bad Reputation (chanson de Joan Jett)
Pour les articles homonymes, voir Bad Reputation.
Bad Reputation est une chanson de Joan Jett paru dans son premier album (qui reparaîtra sous le nom Bad Reputation) en 1980.

## Historique
Le vidéo-clip de la chanson, réalisé par David Mallet, est une reconstitution des rejets des maisons de disques envers le premier album de Joan Jett — la chanteuse étant expulsée desdites maisons de disques en raison, entre autres, de son look — et son ascension au succès avec I Love Rock 'n' Roll. Par la suite, elle devient le générique d'ouverture de la série Freaks and Geeks et est entendu dans de nombreux films tels que Shrek, Dix Bonnes Raisons de te larguer, Baby Mama, Bad News Bears et récemment Kick-Ass et One Piece : Z.
De plus, il apparaît dans jeux vidéo musicaux comme Rock Band 2, Rock Band, Rock Revolution et Band Hero. La catcheuse Ronda Rousey l'utilise comme musique d'entrée.
En 2009, Bad Reputation est classée 29e des meilleures chansons de hard rock par VH1, étant la chanson interprétée par une femme la mieux classé dans ce classement.
Par la suite, la chanson apparaîtra sur l'album  : Goodbye Lullaby, d'Avril Lavigne.
En 2023, Bad Reputation est choisie pour le générique d'ouverture du film My Dear F***ing Prince (Red, White & Royal Blue) réalisé par Matthew López, diffusé sur la plateforme Prime Video.